# Nuoto ai Giochi della XIX Olimpiade - 200 metri dorso maschili
La competizione dei 200 metri dorso maschili di nuoto ai Giochi della XIX Olimpiade si è svolta il giorno 25 ottobre 1968 alla Piscina Olímpica Francisco Márquez di Città del Messico.

## Programma
| Data            | Round      | Note                           |
| --------------- | ---------- | ------------------------------ |
| 25 ottobre 1968 | 5 Batterie | I migliori 8 tempi alla finale |
| 25 ottobre      | Finale     |                                |

## Risultati

### Batterie
| Pos. | Atleta                  | Nazione     | Totale | Pos F |
| ---- | ----------------------- | ----------- | ------ | ----- |
| 1    | Mitchell Ivey           | Stati Uniti | 2'11"3 | 1 Q   |
| 2    | Franco Del Campo        | Italia      | 2'16"3 | 8 Q   |
| 3    | Franco Chino            | Italia      | 2'19"5 | 13    |
| 4    | José Joaquín Santibáñez | Messico     | 2'20"7 | 15    |
| 5    | Jim Shaw                | Canada      | 2'21"0 | 18    |
| 6    | Hans Ljungberg          | Svezia      | 2'22"3 | 21    |
| 7    | Tony Asamali            | Filippine   | 2'30"0 | 26    |
| 8    | Antonio Cruz            | Guatemala   | 2'36"3 | 28    |

| Pos. | Atleta            | Nazione        | Totale | Pos F |
| ---- | ----------------- | -------------- | ------ | ----- |
| 1    | Jack Horsley      | Stati Uniti    | 2'13"7 | 3 Q   |
| 2    | Reinhard Blechert | Germania Ovest | 2'16"5 | 9     |
| 3    | Jaime Monzo       | Spagna         | 2'20"1 | 14    |

| Pos. | Atleta             | Nazione      | Totale | Pos F |
| ---- | ------------------ | ------------ | ------ | ----- |
| 1    | Roland Matthes     | Germania Est | 2'13"6 | 2 Q   |
| 2    | Santiago Esteva    | Spagna       | 2'15"8 | 4 Q   |
| 3    | Joachim Röther     | Germania Est | 2'16"1 | 5 Q   |
| 4    | Ejvind Pedersen    | Danimarca    | 2'16"6 | 10    |
| 5    | Karl Byrom         | Australia    | 2'20"7 | 15    |
| 6    | Eliseo Vidal       | Cuba         | 2'21"3 | 20    |
| 7    | Leonardo Baremboin | Argentina    | 2'25"2 | 25    |
| 8    | Francisco Ramis    | Porto Rico   | 2'30"4 | 27    |

| Pos. | Atleta             | Nazione          | Totale | Pos F |
| ---- | ------------------ | ---------------- | ------ | ----- |
| 1    | Leonid Dobroskokin | Unione Sovietica | 2'16"1 | 5 Q   |
| 2    | Bob Schoutsen      | Paesi Bassi      | 2'18"2 | 12    |
| 3    | Jaime Rivera       | Messico          | 2'20"7 | 15    |
| 4    | Lars Kraus Jensen  | Danimarca        | 2'22"5 | 22    |
| 5    | Gerald Evard       | Svizzera         | 2'24"7 | 24    |
| 6    | Chan King-Ming     | Taiwan           | 2'46"9 | 30    |

| Pos. | Atleta            | Nazione     | Totale | Pos F |
| ---- | ----------------- | ----------- | ------ | ----- |
| 1    | Gary Hall         | Stati Uniti | 2'16"2 | 7 Q   |
| 2    | Mátyás Borlói     | Ungheria    | 2'17"9 | 11    |
| 3    | Rinus van Beek    | Paesi Bassi | 2'21"2 | 19    |
| 4    | Luis Angel Acosta | Messico     | 2'24"0 | 23    |
| 5    | Ronnie Wong       | Hong Kong   | 2'38"6 | 29    |

### Finale
| Pos.    | Atleta             | Nazione          | Totale | Nota            |
| ------- | ------------------ | ---------------- | ------ | --------------- |
| Oro     | Roland Matthes     | Germania Est     | 2'09"6 | Record olimpico |
| Argento | Mitchell Ivey      | Stati Uniti      | 2'10"6 |                 |
| Bronzo  | Jack Horsley       | Stati Uniti      | 2'10"9 |                 |
| 4       | Gary Hall          | Stati Uniti      | 2'12"6 |                 |
| 5       | Santiago Esteva    | Spagna           | 2'12"9 |                 |
| 6       | Leonid Dobroskokin | Unione Sovietica | 2'15"4 |                 |
| 7       | Joachim Röther     | Germania Est     | 2'15"8 |                 |
| 8       | Franco Del Campo   | Italia           | 2'16"5 |                 |